# Чичкан Антон Петрович
Антон Чичкан (біл. Антон Пятровіч Чычкан, нар. 10 липня 1995, Мінськ, Білорусь) — білоруський футболіст, воротар клубу БАТЕ. Виступав, зокрема, за клуб «Смолевичі-СТІ», а також молодіжну збірну Білорусі.

## Клубна кар'єра
Народився 10 липня 1995 року в місті Мінськ. Вихованець футбольної школи клубу БАТЕ. Вихованець СДЮШОР мінського «Динамо», пізніше потрапив в структуру борисівського БАТЕ. З 2014 року почав виступати за дубль борисовчан. У березні 2016 року відданий в оренду клубу Першої ліги «Смолевичи-СТІ», де став основним воротарем.
Після завершення сезону 2016 року повернувся в БАТЕ, де залишився в основній команді. 9 квітня 2017 дебютував у Вищій лізі, відігравши всі 90 хвилин в матчі проти «Мінська» (1:0). У сезоні 2017 року провів три матчі за основну команду (грав за відсутності основного воротаря Дениса Щербицького), також виступав за дубль.
У січні 2018 року підписав з БАТЕ новий контракт, а в січні наступного року знову продовжив угоду з борисовським клубом. У другій половині 2019 року через травму Дениса Щербицького почав частіше з'являтися на полі, чергуючись з Сергієм Черником.

## Виступи за збірну
Протягом 2014–2016 років залучався до складу молодіжної збірної Білорусі. На молодіжному рівні зіграв у 5 офіційних матчах. Був другим воротарем після Владислава Васілючека.

## Статистика виступів

### Клубна
| Сезон | Дивізіон | Клуб            | Країна   | Матчі | Голи |
| ----- | -------- | --------------- | -------- | ----- | ---- |
| 2013  | дубль    | БАТЕ            | Білорусь | 0     | 0    |
| 2014  | дубль    | БАТЕ            | Білорусь | 9     | -2   |
| 2015  | дубль    | БАТЕ            | Білорусь | 12    | -5   |
| 2017  | Д2       | «Смолевичі-СТІ» | Білорусь | 15    | -22  |
| 2017  | Д1       | БАТЕ            | Білорусь | 2     | -1   |
| 2018  | Д1       | БАТЕ            | Білорусь | 4     | -6   |
| 2019  | Д1       | БАТЕ            | Білорусь | 12    | -8   |

## Досягнення
- Суперкубок Білорусі
  -  Володар (1): 2017

- Чемпіонат Білорусі
  -  Чемпіон (2): 2017, 2018
  -  Срібний призер (1): 2019

- Кубок Білорусі
  -  Володар (2): 2020, 2021

- Чемпіонат Грузії
  -  Чемпіон (1): 2022